# Hafun
Hafun (somalische Schreibweise: Xaafuun) ist ein Fischerort in Nordost-Somalia mit etwa 2000 Einwohnern. Er liegt in der Region Bari, die Teil des international nicht anerkannten Puntland ist.

## Geographie
Hafun liegt auf einem Landvorsprung in den Indischen Ozean, der als Ras Hafun, Raas Xaafuun, auch als Kap der Gewürze (in der Antike) oder auch Kap Hafun bezeichnet wird und der östlichste Punkt des afrikanischen Festlands ist. Eine 20 km lange, 1 bis 3 km breite und maximal 5 m hohe Sandbrücke, ein Tombolo, verbindet die Halbinsel mit dem Festland. Hafun liegt am östlichen Ende dieser Landbrücke, wo die Quellen Cade und Meyro liegen, das Fischerdorf Foar am westlichen. Die Landbrücke bildet nördlich von ihr eine große, flache Lagune (Hurdiyo) zwischen der Insel und dem Festland. Am nordwestlichen Ufer der Lagune befinden sich in der Nähe des Dorfes Hordio die Überreste großer Salinen.
Die Lagune ist nach Norden hin noch offen. Das Kap Kartuush ist der nordöstlichste Punkt der Halbinsel, die hier in die Bucht Gancanka Xaafuun Waq hineinragt. Südlich des Tombolo öffnet sich die Bucht Gacanka Xaafuun Koof zum Ozean.

## Geschichte

### Antike (Opone)
Man vermutet, dass das in der Antike erwähnte Handelszentrum Opone (Οπώνη) am Ras Hafun lag. Im 1. Jahrhundert n. Chr. wird dieses von einem anonymen alexandrinischen Handelsreisenden in dessen Werk Periplus Maris Erythraei erwähnt. Opone lag strategisch günstig an den Handelsrouten durch das Rote Meer und diente Händlern aus dem Jemen, Phönizien, Nabatäa, Griechenland, dem alten Rom und Azania als Handelsstützpunkt. Ferner machten hier auch indonesische und malaiische Händler Station, die Gewürze, Seide und andere Güter mit sich führten. Um 50 n. Chr. war Opone als Zentrum des Zimthandels wie auch des Handels mit Gewürznelken und anderen Gewürzen, Elfenbein, exotischen Tierhäuten und Duftessenzen bekannt.
Archäologen unter der Leitung von Henry T. Wright von der Universität Michigan fanden 1976 bei Hafun Keramik aus Ägypten, Rom und der Region am Persischen Golf.

### Kolonialzeit
Während der italienischen Kolonialzeit (1889–1941 und 1950–1960) wurde der Ort Dante genannt. Dort befand sich seit den 1920er Jahren die Verladeanlage der Mailänder Firma „Società Saline e Industrie della Somalia Settentrionale ‘Migiurtinia’“, die eine Konzession für die Nutzung einer der damals größten Salinen der Welt hatte. Die bei Hordio am Nordwestufer der Lagune von Hafun gelegene Saline produzierte etwa 240.000 Tonnen Salz jährlich, hauptsächlich für den Export nach Japan.
Das Salz wurde mit einer insgesamt 27,5 km langen Materialseilbahn von den Salinen (10° 32′ 46″ N, 51° 5′ 18,6″ O) ca. 14 km weit über die Lagune zu einer Winkelstation am gegenüberliegenden Ufer (10° 28′ 36,4″ N, 51° 11′ 58,8″ O) und anschließend zu dem Aufbereitungswerk (10° 25′ 19″ N, 51° 15′ 46,5″ O) bei Dante transportiert. Von dort ging die Seilbahn zu den sich bis zu 1,5 km ins Meer erstreckenden Verladeanlagen. Die Seilbahn wurde um 1925 von der Gesellschaft für Förderanlagen Ernst Heckel, Saarbrücken, gebaut. Die Anlagen wurden durch britische Beschießung und Bombenangriffe im Zweiten Weltkrieg zerstört. Ruinen der Betriebsgebäude stehen noch, die Sockel der Seilbahn in der Lagune und im Wasser vor Hafun sind noch heute vorhanden und auf Google Earth erkennbar.

## Heutiges Hafun
Heute lebt die Bevölkerung von Hafun, einige Tausend Menschen, vornehmlich von der Fischerei, aber auch Salz wird noch in Evaporationsbecken in der Lagune gewonnen.
Der Ort wurde schwer von dem Tsunami am 26. Dezember 2004 getroffen. 19 Menschen kamen dabei nachweislich um, etwa 160 wurden vermisst, und etwa 85 % der Infrastruktur wurde zerstört. Die Sandbrücke, die Hafun mit dem somalischen Festland verbindet, war allerdings nicht überflutet. Viele Bewohner flohen zeitweise in höher gelegene Gebiete auf dem nahen Festland.

### Bildung
Nach Angaben von UNICEF gab es vor dem Tsunami für die 460 6–12-jährigen Kinder des Ortes gerade ein Klassenzimmer; 50 Kinder besuchten den Unterricht, darunter 15 Mädchen. Nun sollen mit Unterstützung von UNICEF und in Zusammenarbeit mit der Stadtregierung die Bildungsmöglichkeiten ausgebaut werden.